# Ангиопоетин 2
Ангиопоетин 2 је протеин који је код људи кодиран геном АНГПТ2. Природни је антагонист за АНГПТ1 и ангиопоетински рецептор (ТИЕ2), који је изражен само на местима васкуларног ремоделирања, слично ангиопоетину 1.
Показало се да АНГПТ2 реагује са ТЕК тирозинском киназом.

## Функција
Ангиопоетин 2 се производи и складишти у Веибел-Паладеовим телашцима у ендотелним ћелијама и делује као антагонист ТЕК тирозин киназе. Као резултат, промовише се активација ендотела, дестабилизација и запаљење. Његова улога током ангиогенезе зависи од присуства ВЕГФ-а. 
Нивои експресије ангиопоетина-2 у серуму су повезани са растом мултиплог мијелома, ангиогенезом и укупним преживљавањем код оралног сквамозног карцинома.
Циркулишући ангиопоетин 2 је маркер за рану кардиоваскуларну болест код деце на хроничној дијализи.
Херпесвирус повезан са Капошијевим саркомом изазива брзо ослобађање ангиопоетина-2 из ендотелних ћелија.
Ангиопоетин 2 је повишен код пацијената са ангиосаркомом.
Истраживања су показала да је сигнализација ангиопоетина релевантна и у лечењу рака.   

### Улога Ангиопоетин 2 у физиолошким функцијама
Развојно, улога aнгиопоетинa 2 (АНГПТ2) је важна, што се може видети из његовог обрасца експресије током ембрионалног развоја, али није критична за ембрионални опстанак. АНГПТ2 мРНА је откривена углавном у дорзалној аорти и главним гранама аорте, где је показивала тачкасти образац експресије и била је присутна у ћелијама повезаним са ендотелијумом, највероватније перицитима.  Преко ЛацЗ репортера, експресија АНГПТ2 је касније потврђена у ћелијама глатких мишића великих артерија и на главним артеријским гранама. Није детектован у мањим крвним судовима, осим на местима васкуларног ремоделирања. Током ембрионалног развоја, АНГПТ2 се експримира у плаценти у развоју, при чему је његова експресија највећа током ране гестације, и учествује у ремоделирању спиралне артерије. Такође је показано да је АНГПТ2 важан за миграцију ћелија кранијалног неуралног гребена, дакле за обликовање главе кичмењака.
Шлемов канал је хибридни суд који носи карактеристике крвних и лимфних судова, а недостаци у његовом развоју и функционалности могу довести до глаукома. Иако се чини да је АНГПТ2 неопходан за развој Шлемовог канала, његова функција је компензаторна за АНГПТ1, пошто је комбиновани недостатак АНГПТ1 и АНГПТ2 погоршао фенотип примећен код мишева са недостатком АНГПТ1. Код интраутерине ретардације раста, експресија АНГПТ2 је смањена, што је индикација потенцијалног укључивања у развој вилоусне васкулатуре. Код нормалне одрасле особе, експресија АНГПТ2 је доминантна на местима васкуларног ремоделирања, посебно у јајницима, плаценти и материци.
АНГПТ2 је Веибел-Паладе телесни молекул са дугим полуживотом дужим од 18 х и може се лучити у року од неколико минута од стимулације једињењима, као што су форбол миристат ацетат (ПМА), тромбин и хистамин, што показује улогу у васкуларној хомеостатској реакцији.
МикроРНА (миРс) су важни регулатори рака, функционишу или као онкогени или гени супресори тумора. Слично као у случају ВЕГФ, експресија АНГПТ2 је регулисана миР-овима, тачније миР-351, а однос АНГПТ1/АНГПТ2 одређује биолошку активност. Такође је пријављено да МиР-150 регулише експресију АНГПТ2 и низводну сигнализацију током васкуларне повреде. На основу обрасца експресије АНГПТ2 на местима васкуларног ремоделирања током одраслог доба, као што су подручја зарастања васкуларних рана, било би интересантно истражити његову потенцијалну улогу током процеса транзиције епитела у мезенхим (ЕМТ), као што се показало да јављају у случају рака.
Перицити су зидне ћелије које окружују ендотелне ћелије у васкуларним структурама, укључујући капиларе, пост-капиларне венуле и терминалне артериоле. Они комуницирају са ендотелним ћелијама путем паракрине сигнализације и олакшавају важне функције у васкуларној физиологији, као што су формирање крвних судова, сужење и дилатација капилара, одржавање крвно-мождане баријере и регулација уласка имуних ћелија. Током хипергликемије или хипоксије, повећани нивои АНГПТ2 активирају Тие2, изазивајући одвајање перицита од базалне мембране и миграцију перицита. Апсолутна покривеност перицитима одређује васкуларну пермеабилност у крвно-можданој баријери и штавише, перицити инхибирају експресију протеина, изазивајући васкуларну пермеабилност. Мишеви којима су недостајали перицити показали су више нивое АНГПТ2, што сугерише да перицити можда регулишу нивое АНГПТ2, ограничавајући васкуларну пермеабилност, и на тај начин откривају  важност АНГПТ2 као посредника у пермеабилности.